# Jaume Lladó i Font
Jaume Lladó i Font   (Argentona, 15 de juny de 1923 - Perpinyà, 26 de juliol de 2020) era un activista cultural i historiador autodidacta català, que va destacar en els camps de l'arqueologia, l'art, les lletres catalanes i la defensa del patrimoni cultural català.
Va tenir mestres com Puig i Cadafalch, Bosch i Gimpera o Elies Serra i Ràfols, amb els quals va col·laborar estretament. Durant les dècades dels anys 40 i 50 del segle xx va mantenir una intensa relació amb Mataró, col·laborant amb personalitats com Marià Ribas i Bertran, Esteve Albert i Corp, Lluís Ferrer i Clariana, Joaquim Arenas i Sampera, Jesús Illa i París, etc. Va ser conservador del Museu de Mataró, i va fundar la revista MVSEU, que va ser tancada per ordre governativa pel fet d'estar escrita en català.
A causa del seu activisme en defensa de la cultura i de la llengua catalana, l'any 1958 Lladó es va haver d'exiliar a Perpinyà, on va fixar la seva residència. A l'exili va formar part del Consell Nacional de Catalunya amb Josep M. Batista i Roca i paral·lelament començà l'activitat d'estudi i preservació del patrimoni, impulsant i col·laborant amb entitats de recerca i salvaguarda, com ara el Grup Artístic Pyrene fundat a Elna amb Esteve Albert i Corp el 1959, el Centre d'Etudes et Recherches Catalanes des Archives (1960) o l'Association pour la Sauvagarde du Patrimoine Artistique Roussillonnais (1965). I, en el camp de la llengua, va col·laborar amb el Centre d'Animation en Langues de Brussel·les.
Entre altres mèrits, l'any 1971 va ser cofundador de la Universitat Catalana d'Estiu de Prada de Conflent, era membre d'honor de la Reial Societat Catalana de les Bones Lletres, i acadèmic corresponent, per Perpinyà, de la Reial Acadèmia Catalana de Belles Arts de Sant Jordi des del 21 de juny de 1978. L'any 1999 esdevingué cofundador del "Centre d'Estudis Argentonins Jaume Clavell" i col·laborà amb la Casa de la Generalitat de Catalunya a Perpinyà.
Entre els anys 1990 i 2001 col·labora amb el "Centre d'Animation en Langues" de Brussel·les, participant en les "Fêtes des Langues" itinerants amb la confecció i presentació de les exposicions següents: "Li langage de l'Esprit", "Langues minoritaires", "Li langage des signes et des Symboles", "La Genèse de l'écriture", "Li Langage de l'Image", "L'écriture véhicule de l'Imagination", "Genèse de l'Alphabet" a Brussel·les, Anvers, Charleroi, Arlon, Hasselt, Lille, IVEA, Torí i Luxemburg. Entre els anys 2000 i 2005 col·labora amb el "Centro de Animación en Languas" de Gijón (Asturias), confeccionant i presentant les següents exposicions: "Llingua y Literatura asturiana", "Mitología asturiana", "El libro a lo largo de la historia", "El lenguaje en todas sus formas", "La comunicación a través de todos los tiempos".
L'abril del 2017 se li va retre un homenatge, en un acte organitzat pel Centre d'Estudis d'Arqueologia i Història de Mataró (CEAHM), del qual se’l va nomenar soci d'honor. L'acte va comptar amb la col·laboració dels ajuntaments de Mataró, Argentona, Cabrera de Mar i Dosrius, i també de nombroses entitats i institucions del món de la cultura de la comarca. En el decurs de l'acte es feu la presentació del seu llibre autobiogràfic Dues viles i una ciutat. Tot fent memòria.